# 石田智輝
石田 智輝（いしだ さとき、2007年〈平成19年〉2月18日-）は、日本の俳優。新潟県上越市出身。ミッシングピース所属。

## 経歴
小学2年の時に演劇活動をはじめ、演じることを仕事にしたいと上京。
2024年1月テレビ朝日系特撮テレビドラマ『仮面ライダーガヴ』18話でテレビドラマ初出演
2025年3月にミッシングピースに所属 
2025年4月、イオントップバリュが制作するワントレーシリーズCMでテレビCM初出演

## 人物
- 小学2年生〜、劇作家・清水邦夫が旗揚げした市⺠劇団「空志童」に所属し、演劇活動を開始。中学生〜清水邦夫・別役実などの不条理劇を数多く経験する。

- 趣味は歌でNHKのど自慢の出場経験がある。

- 特技は硬筆・習字・水泳

## 出演

### テレビドラマ
- 仮面ライダーガヴ18話（2024年1月12日テレビ朝日）

### 舞台
- 『楽屋-流れ去るものはやがてなつかしき-』(2024年)
- 『ぼくらが非情の大河をくだる時-新宿 薔薇戦争-』(2023年)
- 『いかけしごむ』(2022年)
- 『朝に死す』(2021年)

### CM
- 住友生命
  - 「3大疾病PLUS ALIVE」新CM「あなたは、つづく。足音 ～Be Strong」篇（2025年7月-）
- イオントップバリュ
  - 「ワントレーシリーズ」（2025年4月-）
- 大塚食品
  - MATCH
    - 「青春ボーナスタイム」（2022年4月-） ウェブCM